# Alexander McCall Smith
Sir Rodney Alexander Alasdair McCall Smith (Bulawayo, 24 agosto 1948) è uno scrittore e giurista britannico. Rinomato  esperto di diritto applicato alla medicina e alla bioetica, ha fatto parte di comitati britannici e internazionali. È conosciuto per le sue opere letterarie, in particolar modo per la serie di racconti con protagonista la detective Precious Ramotswe, responsabile della No. 1 Ladies' Detective Agency.

## Biografia
Alexander McCall Smith, spesso chiamato Sandy, è nato e cresciuto a Bulawayo in Zimbabwe, prima di trasferirsi in Scozia da cui originava la famiglia per studiare diritto all'università di Edimburgo. Terminati gli studi, ha insegnato legge all'Università del Botswana. È ritornato a Edimburgo dove vive tuttora.
Sposato con  Elizabeth, ha due figlie (Lucy ed Emily).
Professore di diritto applicato alla medicina, è stato Presidente del comitato etico del British Medical Journal fino al 2002. È stato anche membro del Comitato internazionale di bioetica dell'UNESCO.
Appassionato musicista, suona il fagotto; è stato cofondatore della Really Terrible Orchestra di Edimburgo.

## Opere

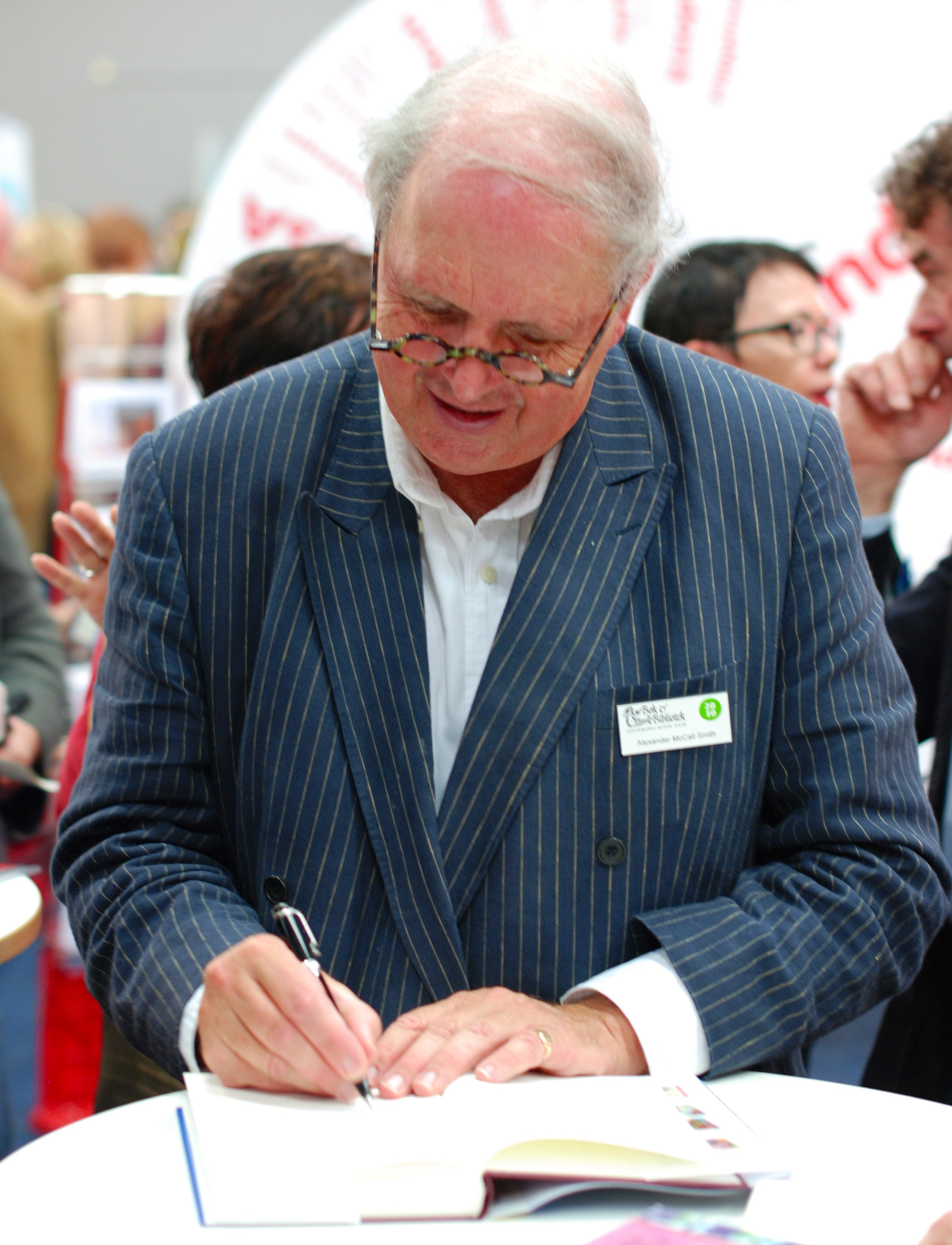
Lo scrittore firma autografi alla Fiera del Libro di Göteborg, 2010

### I casi di Precious Ramotswe (Ladies' Detective Agency N.1)
1. Precious Ramotswe, detective (The No.1 Ladies' Detective Agency, 1998) (Tea, 2013)
2. Le lacrime della giraffa (Tears of the Giraffe, 2000) (Guanda, 2003 - Tea, 2004)
3. Morale e belle ragazze (Morality for Beautiful Girls, 2001) (Guanda, 2004 - Tea, 2005)
4. Un peana per le zebre (The Kalahari Typing School for Men, 2002) (Guanda, 2004 - Tea, 2006)
5. Il tè è sempre una soluzione (The Full Cupboard of Life, 2003) (Guanda, 2005 - Tea, 2006)
6. Un gruppo di allegre signore (In the Company of Cheerful Ladies, 2004) (Guanda, 2007 - Tea, 2008)
7. Scarpe azzurre e felicità (Blue Shoes and Happiness, 2006) (Guanda, 2008 - Tea, 2009)
8. Il buon marito (The Good Husband of Zebra Drive, 2007) (Guanda, 2009 - Tea, 2010)
9. Un miracolo nel Botswana (The Miracle at Speedy Motors, 2008) (Guanda, 2010 - Tea, 2011)
10. L'ora del tè (Tea Time for the Traditionally Built, 2009) (Guanda, 2011 - Tea, 2012)
11. Utili consigli per il buon investigatore (The Double Comfort Safari Club, 2010) (Guanda, 2012 - Tea, 2013)
12. Un matrimonio all'aperto (Saturday Big Tent Wedding Party, 2011) (Guanda, 2013 - Tea, 2014)
13. L'accademia dei detective (The Limpopo Academy of Private Detection, 2012) (Guanda, 2014 - Tea, 2015)
14. Salone di bellezza per piccoli ritocchi (The Minor Adjustment Beauty Salon, 2013) (Guanda, 2016)
15. Il caffè degli uomini avvenenti (The Handsome Man's Deluxe Café, 2014) (Tea, 2019)
16. Gli effetti benefici delle vacanze (The Woman Who Walked in Sunshine, 2015) (Tea, 2021)
17. Il club delle vacche grasse (Precious and Grace, 2016 ) (Tea, 2021)
18. I colorati panni degli altri (The House of Unexpected Sisters, 2017)
19. Quello che le scarpe raccontano (The Colours of all the Cattle, 2018) (Tea, 2023)
20. Torte, rimpianti e amiche ritrovate (To the Land of Long Lost Friends, 2019) (Tea, 2024)
21. (How to Raise an Elephant, 2020)
22. (The Joy and Light Bus Company, 2021)
23. (A Song of Comfortable Chairs, 2022)
24. (From a Far and Lovely Country, 2023)
25. (The Great Hippopotamus Hotel, 2024)
26. (In the Time of Five Pumpkins, 2025).

### Le storie del 44 Scotland Street
1. 44 Scotland Street (44 Scotland Street, 2005) (Guanda, 2009 - Tea, 2011)
2. Semiotica, pub e altri piaceri (Espresso Tales, 2005) (Guanda, 2010 - Tea, 2012)
3. Lettera d'amore alla Scozia (Love Over Scotland, 2006) (Guanda, 2012 - Tea, 2014)
4. Il mondo secondo Bertie (The World According to Bertie, 2007) (Guanda, 2015 - Tea, 2016)
5. L'insostenibile leggerezza degli scone (The Unbearable Lightness of Scones, 2008) (Guanda, 2019)
6. Un po' di cioccolato, Bertie? (The Importance of Being Seven, 2010) (TEA, 2023)
7. Suonala ancora, Bertie (Bertie Plays the Blues, 2011) (TEA, 2024)
8. (Sunshine on Scotland Street, 2012)
9. (Bertie's Guide to Life and Mothers, 2013)
10. (The Revolving Door of Life, 2015)
11. (The Bertie Project, 2016)
12. (A Time of Love and Tartan, 2017)
13. (The Peppermint Tea Chronicles, 2019)
14. (A Promise of Ankles, 2020)
15. (Love in the Time of Bertie, 2021)
16. (The Enigma of Garlic, 2023)
17. (The Stellar Debut of Galactica MacFee, 2024)
18. (Bertie's Theory of Ice Cream, 2025).

### I casi di Isabel Dalhousie (Il club dei filosofi dilettanti)
1. Il club dei filosofi dilettanti (The Sunday Philosophy Club, 2004) (Guanda, 2006 - Tea, 2007)
2. Amici, amanti, cioccolato (Friends, Lovers, Chocolate, 2005) (Guanda, 2006 - Tea, 2008)
3. Il piacere sottile della pioggia (The Right Attitude to Rain, 2006) (Guanda, 2007 - Tea, 2009)
4. L'uso sapiente delle buone maniere (The Careful Use of Compliments, 2007) (Guanda, 2008 - Tea, 2010)
5. Pratiche applicazioni di un dilemma filosofico (The Comforts of Saturdays, 2008) (Guanda, 2011 - Tea, 2012)
6. L'arte perduta della gratitudine (The Lost Art of Gratitude, 2009) (Guanda, 2013 - Tea, 2014)
7. Le affascinanti manie degli altri (The Charming Quirks of Others, 2010) (Guanda, 2014 - Tea, 2015)
8. Amori perduti di gioventù (The Forgotten Affairs of Youth, 2011) (Guanda, 2017)
9. (The Perils of Morning Coffee,  e-book, 2011)
10. (The Uncommon Appeal of Clouds, 2012)
11. (The Novel Habits of Happiness, 2015)
12. (At the reunion buffet, e-book, 2015)
13. (Sweet, thoughtful Valentine, e-book, 2016)
14. (A Distant View of Everything, 2017)
15. (The Quiet Side of Passion, 2018)
16. (The Geometry of Holding Hands, 2020)
17. (The Sweet Remnants of Summer, 2022)
18. (The Conditions of Uncoditional Love, 2024)

### Corduroy Mansions
1. (Corduroy Mansions, 2009)
2. (The Dog Who Came in from the Cold, 2009)
3. (A Conspiracy of Friends, 2011)

### Professor Dr von Igelfeld Entertainments
1. (Portuguese Irregular Verbs, 1997)
2. (The Finer Points of Sausage Dogs, 2003)
3. (At the Villa of Reduced Circumstances, 2003)
4. (Unusual Uses for Olive Oil, 2011)

### Altri romanzi
- (La's Orchestra Saves the World, 2008)
- Amori in viaggio (Trains and Lovers, 2012) (Tre60, 2014 - Tea, 2016)
- (The Forever Girl, 2014)
- (Fatty O'Leary's Dinner Party, 2014)
- (Emma: A Modern Retelling, 2015)
- (My Italian Bulldozer, 2016)
- (The Good Pilot, Peter Woodhouse, 2017)

### Antologie di racconti
- (Children of Wax: African Folk Tales, 1991)
- (Heavenly Date: And Other Flirtations, 1995)
- (The Girl Who Married a Lion: And Other Tales from Africa, 2004)
in italiano sono stati pubblicati questi singoli racconti:
La ragazza che sposò il leone (Guanda, 2012)
Il leone e la lepre (Guanda, 2013)

#### Racconti brevi
- L'infausto destino di Kitty da Silva (The unfortunate fate of Kitty da Silva, 2009)
pubblicato in Storie di una città, Guanda, 2009
- (The Strange Story of Bobby Box, 2011)
pubblicato nell'antologia What You Wish For, 2011

### Romanzi per bambini
- (The White Hippo, 1980)
- L'hamburger perfetto (The Perfect Hamburger, 1984) (Il Barbagianni 2024)
- (Alix and the Tigers, 1988)
- (The Tin Dog, 1990)
- (Calculator Annie, 1991)
- (The Popcorn Pirates, 1991)
- (The Doughnut Ring, 1992)
- (Paddy and the Ratcatcher, 1994)
- (The Muscle Machine, 1995)
- Tigri affamate e gomme da masticare (The Bubblegum Tree, 1996) (Piemme, 2003)
- Le cinque zie perdute di Harriet Bean (The Five Lost Aunts of Harriet Bean, 1997) (Salani, 2007)
- (Teacher Trouble, 2000)
- Il dio dei sogni (Dream Angus, 2006) (Rizzoli, 2008)

#### Harriet Bean
1. (The Cowgirl Aunt of Harriet Bean, 1993)
2. (The Five Lost Aunts of Harriet Bean, 1990)
3. (Harriet Bean and the League of Cheats, 1991)

#### Max & Maddy
1. (Max & Maddy and the Bursting Balloons Mystery, 1997)
2. (Max & Maddy and the Chocolate Money Mystery, 1999)

#### Precious Ramotswe bambina
1. Precious e le scimmie (Precious and the Puggies, 2010) (Guanda, 2015)
2. Precious e la collina dei misteri (Precious and the Mystery of Meerkat Hill, 2012) (Guanda, 2016)
3. (The Great Cake Mystery, 2012)
4. (Precious and the Missing Lion, 2013)
5. (Precious and the Zebra Necklace, 2015)

#### Akimbo
1. Akimbo e i leoni (Akimbo and the Lions, 1992) (Salani, 2006)
2. Akimbo e i coccodrilli (Akimbo and the Crocodile Man, 1993) (Salani, 2008)
3. Akimbo e gli elefanti (Akimbo and the Elephants, 2005) (Salani, 2006)
4. (Akimbo and the Snakes, 2006)
5. (Akimbo and the Baboons, 2008)

### Testi accademici
- (Power and Manoeuvrability, 1978) (con Tony Carty)
- (Law and Medical Ethics, 1983) (con J. Kenyon Mason)
questo testo ha avuto numerose edizioni; McCall Smith ha contribuito alle prime sei
- (Butterworths Medico-Legal Encyclopaedia, 1987) (con J. Kenyon Mason)
- (Family Rights: Family Law and Medical Advances, 1990) (con Elaine Sutherland)
- (All About Drink and Drug Abuse, 1991)
- (The Criminal Law of Botswana, 1992)
- (Scots Criminal Law, 1992) (con David H Sheldon)
- (The Duty to Rescue: Jurisprudence of Aid, 1993) (con Michael Menlowe)
- (Forensic Aspects of Sleep, 1997) (con Colin Shapiro)
- (Justice and the Prosecution of Old Crimes, 2000) (con Daniel W. Shuman)
- L'errore, la medicina e la legge (con Alan Merry) (Errors, Medicine and the Law, 2001) (Giuffre, 2004)
- (A Draft Criminal Code for Scotland, 2003) (con Eric Clive, Pamela Ferguson e Christopher Gane)
- (Creating Humans: Ethical Questions where Reproduction and Science Collide, 2004)